# گرونباخ
گرونباخ (به آلمانی: Grünebach) یک شهر در آلمان است که در راینلاند-فالتس واقع شده‌است.

## خصوصیات
گرونباخ ۵۴۸ نفر جمعیت دارد.